# Hornedjitef
Hornedjitef est un prêtre dans le temple d'Amon de Karnak sous le règne de Ptolémée III Évergète. Il est connu par son cercueil très élaboré, le masque de sa momie et sa momie, datant du début de l'époque ptolémaïque et provenant des fouilles d'El-Assasif. L'ensemble est désormais au British Museum,,.
En plus du cercueil, du masque de momie et la momie, la tombe d'Hornedjitef comportait d'autres objets comme un papyrus du livre des morts et une statuette en bois peint de Ptah-Sokar-Osiris.